# Velké Žernoseky (nádraží)
Velké Žernoseky (mezi lety 1939 a 1945 Groß Zernosek) jsou železniční stanice, která leží na trati Lysá nad Labem – Ústí nad Labem v kilometru 412,47. Tato stanice leží na území obce Žalhostice, v její západní části. Ze stanice na litoměřickém zhlaví odbočuje spojka do  železniční stanice Žalhostice a na sebuzínské straně se odpojovala vlečka do prostoru dnešní společnosti CS-BETON.

## Historie
Provoz stanice byl spuštěn v roce 1874 při zahájení provozu na Rakouské severozápadní dráze (Österreichische Nordwestbahn, ÖNWB).
V roce 1958 došlo k elektrizaci trati Lysá nad Labem – Ústí nad Labem a s tím i této stanice. Roku 2016 došlo k výměně staničního zabezpečovacího zařízení z elektromechanického na reléové, přičemž byla zrušena kolejová spojka mezi šestou a čtvrtou kolejí.

## Současnost

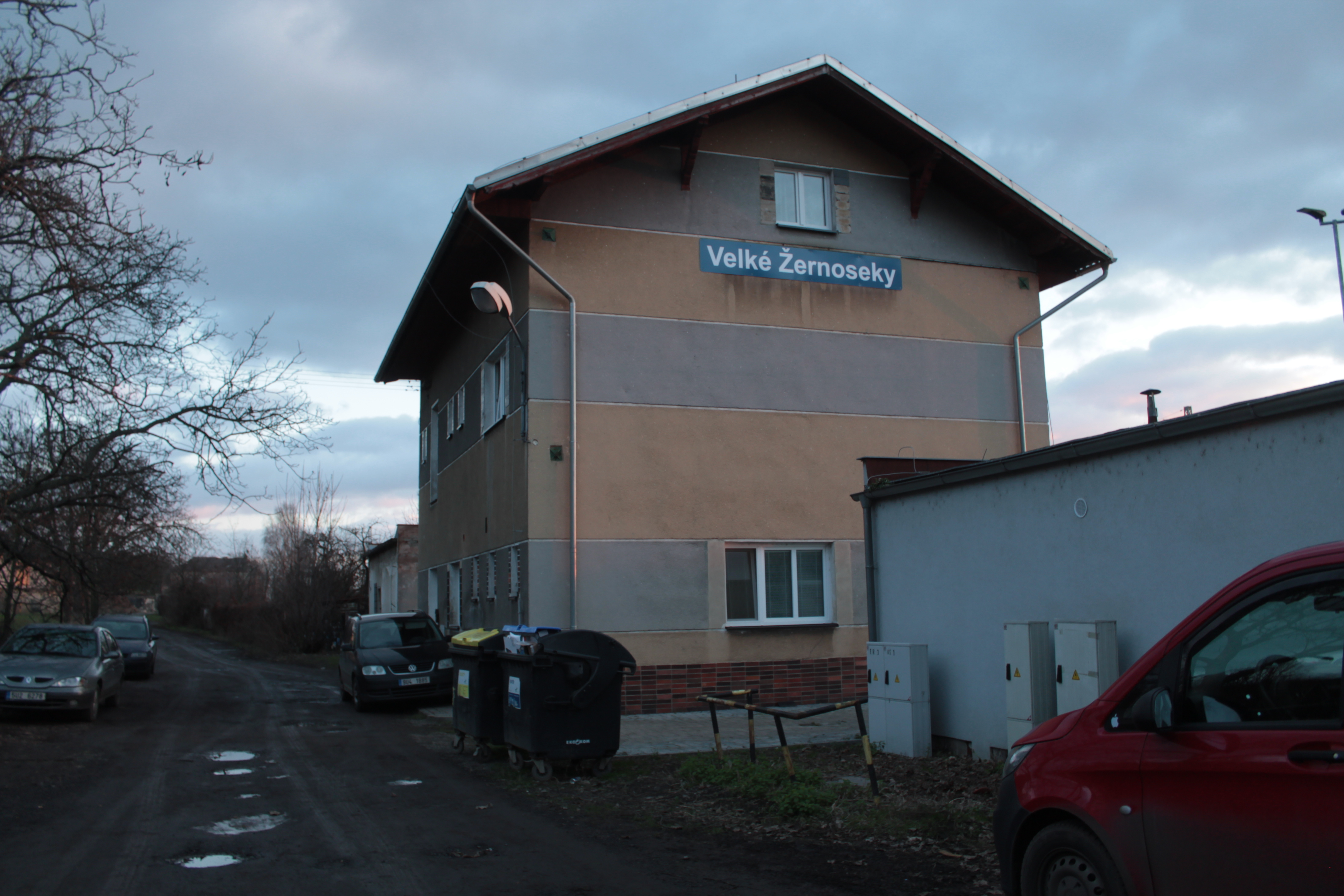
železniční stanice Velké Žernoseky - pohled na zadní trakt budovy

Stanice je vybavena čekárnou, bez prodeje jízdenek. Ze stanice v pracovní dny jezdí vlaky směrem do Ústí nad Labem a Štětí (potažmo Lysé nad Labem) na lince U32 v taktu jedné hodiny, o víkendech se takt prodlužuje na dvě hodiny. Stanicí také projíždí rychlíky Střekov (linka R23), ve stanici však nezastavují pro nástup a výstup cestujících.

### Budoucnost stanice - rekonstrukce trati
SŽDC v roce 2014 ohlásila přípravy na rekonstrukci trati v úseku Litoměřice dolní nádraží (včetně) – Ústí nad Labem-Střekov (mimo). V rámci této modernizace mělo dojít k zrušení nástupišť v této stanici a výstavbě železničních zastávek v blízkosti obecního úřadu v Žalhosticích a uvnitř obce Velké Žernoseky (v blízkosti přívozu). Proti tomu protestovalo vedení obcí Libochovany a Žalhostice, jelikož by kvůli tomu nemohly děti z Libochovan dojíždět vlakem do základní školy v Žalhosticích, která se nyní nachází v docházkové vzdálenosti od stanice, přičemž po rekonstrukci by tomu tak nebylo.
Upravený plán modernizace trati  z března roku 2018 zahrnuje přestavbu železniční stanice Velké Žernoseky do podoby s nástupišti.

## Nehody

### Srážka vlaků v roce 2015

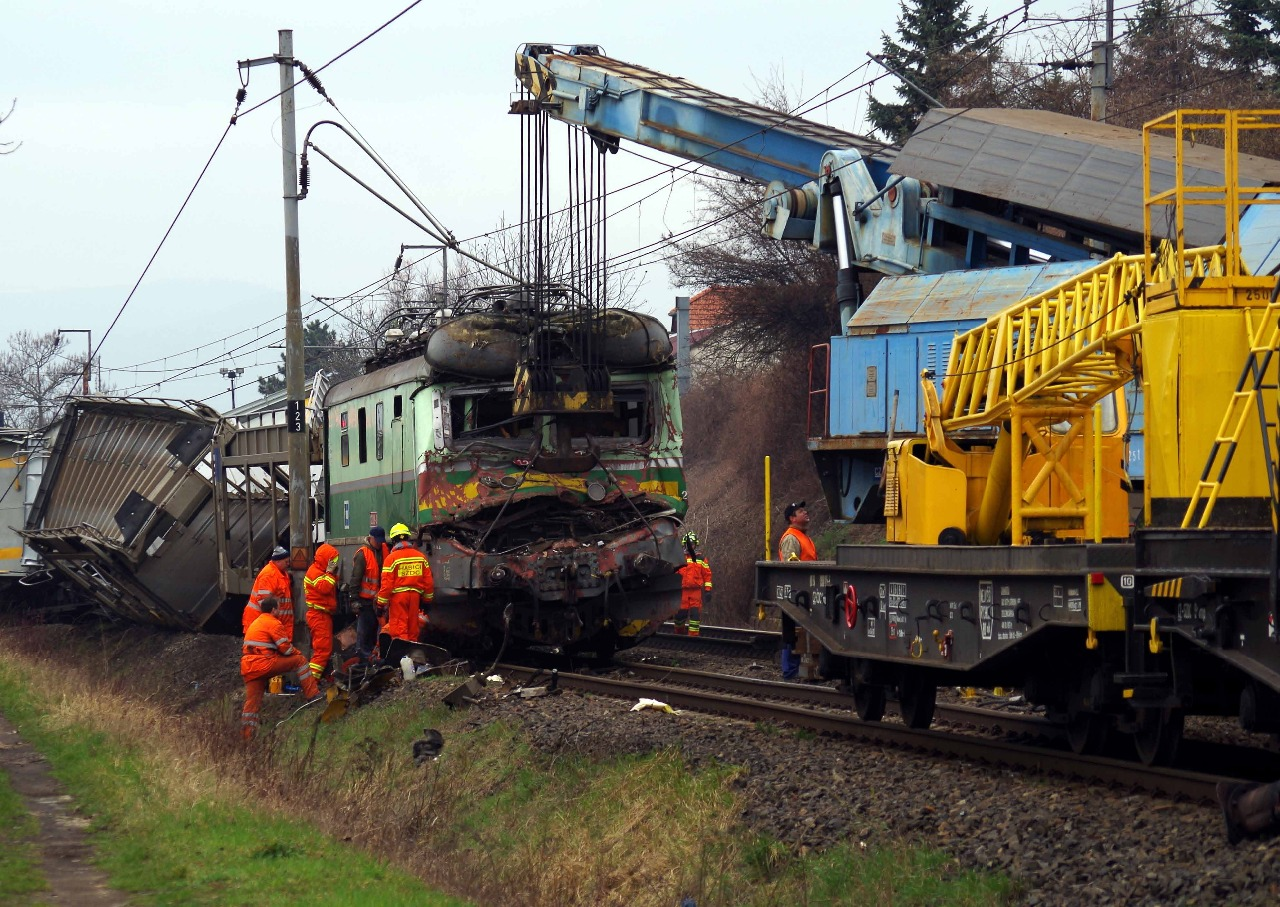
Nehoda v Žalhosticích - poškozená lokomotiva

Dne 28. března 2015 v 8:38 se v traťovém úseku Velké Žernoseky – Litoměřice dolní nádraží čelně srazily nákladní vlaky Pn 53668 a Nex 148359. V čele obou vlaků stály lokomotivy řady 122. Příčinou nehody bylo projetí návěsti Stůj vlakem Nex 148359. Následně došlo ke srážce vlaků na 1. traťové koleji a jejich vykolejení. Škoda této události byla vyčíslena na hodnotu převyšující 24 milionů Kč, došlo k jednomu zranění (zranil se strojvedoucí, který projel návěst Stůj). U nehody byl přítomný tehdejší ministr dopravy Daniel Ťok.
Nehoda vyústila v zavedení funkce Generální stop do systému GSM-R.[zdroj?]